# Noémi Noire-Oursel
Pour les articles homonymes, voir Oursel.
Noémi Noire-Oursel, née le 15 octobre 1847 à Rouen et morte le 11 mai 1919 à Rouen, est une biographe et bibliographe française.

## Biographie
Noémi Clémence Noire est la fille du négociant Jacques Désiré Noire et de Clémence Alexandrine Lebret. Elle épouse, le 29 août 1868 à Rouen, Louis Constant Oursel.
Elle a publié, outre de nombreux articles dans diverses publications : la Normandie littéraire, le Voleur illustré, etc., son grand œuvre, la Nouvelle Biographie normande en 1886, suivie de deux Suppléments (1888 et 1912).
Sa Nouvelle Biographie normande fait suite au Manuel du bibliographe normand d'Édouard Frère et à la Biographie normande de Théodore-Éloi Lebreton.
Elle participe à la fondation du groupe rouennais de l'association Valentin Haüy.
Ses obsèques sont célébrées dans l'église Saint-Vincent de Rouen avec Marcel Dupré à l'orgue. Elle est inhumée au cimetière monumental de Rouen.

## Œuvres
- Nouvelle Biographie normande, Paris, Alphonse Picard, 1886
- Supplément à la Nouvelle Biographie normande, Paris, Picard, 1888, 164 p.[4]
- Une Havraise oubliée, Marie Le Masson Le Golft, Évreux, Imprimerie de l’Eure, 1908
- Nouvelle Biographie normande. Deuxième supplément, Paris, E. Dumont, 1912

### Sources
- Angelo De Gubernatis, Dictionnaire international des écrivains du jour, Florence, L. Niccolai, 1891, p. 1563-4.
- Georges Dubosc, « Nécrologie : Madame N.-N. Oursel », Journal de Rouen,‎ 12 mai 1919, p. 1